# 梅赫布·罕
梅赫布·罕（1907年9月9日—1964年5月28日）是二十世紀中期頗有成就的印度電影導演。他生于印度古吉拉特邦的比利莫拉。

## 成長經歷
早年他離家到孟買的片場打雜和演一些小角色，抽空學習導演藝術。1935年他執導了第一部電影真主的審判，此後漸漸受到Sagar Movietone和National Studio兩大片場的重視。1945年他成立自己的梅赫布製片公司。
在他的導演生涯中，梅赫布·罕製作並導演了很多轟動票房的大片，比如愛情戲劇片《Andaz》，創觀眾記錄的1952年影片《Ann》，戲劇片《Amar》和社會片《Mother India》，後者還獲得了1957年的奧斯卡獎提名。他的早期作品多述以烏爾都語，但是後期作品則多述以印度語，他在1962年執導了最后的作品《印度之子》，兩年后即與世長辭了。

## 影片風格
梅赫布·罕的電影片風格很受好萊塢電影的影響。喜歡以華麗的佈景開頭，受壓迫的貧苦人、階級爭戰、鄉村生活等往往載入作品。
在最后的作品中他引介了他的義子薩吉·罕（Sajid Khan），後來薩吉也成為一個在印度頗有名氣的導演。

## 外部連結
- 梅赫布·罕（Mehboob Khan）在互联网电影资料库（IMDb）上的資料（英文）
- 介紹梅赫布·罕導演的文章
- 梅赫布·罕編年表 （页面存档备份，存于）